# Cartaxo (freguesia)
Cartaxo era una freguesia portuguesa del municipio de Cartaxo, distrito de Santarém.

## Historia
Fue suprimida el 28 de enero de 2013, en aplicación de una resolución de la Asamblea de la República portuguesa promulgada el 16 de enero de 2013 al unirse con la freguesia de Vale da Pinta, formando la nueva freguesia de Cartaxo e Vale da Pinta.

## Patrimonio
- Iglesia matriz de San Juan Bautista, consagrada en 1522, de estilo manierista y con interior revestido de azulejos del siglo XVIII.
- crucero manuelino, situado hoy junto a la iglesia y monumento nacional desde 1910.[2]
- Capilla del Senhor dos Passos, manuelina.
- Obelisco a los caídos de la Primera Guerra Mundial, erigido en 1922.